# Попове (платформа)
Попóве — пасажирський залізничний зупинний пункт Запорізької дирекції Придніпровської залізниці на електрифікованій лінії Запоріжжя I — Федорівка між зупинним пунктом Платформа 1146 км (2 км) та станцією Таврійськ (6 км). Розташований у селі Верхня Криниця Василівського району Запорізької області, на узбережжі Каховського водосховища. Між зупинним пунктом та станцією Таврійськ знаходиться Садиба Попова.

## Пасажирське сполучення
На зупинному пункті Попове зупиняються приміські електропоїзди Мелітопольського напрямку.